# Hylis olexai
Hylis olexai – gatunek chrząszcza z rodziny goleńczykowatych i podrodziny Melasinae.

## Taksonomia
Gatunek opisany został w 1955 roku przez Charlesa Edmunda Palma jako Hypocoleus olexai.

## Opis

### Owad dorosły
Ciało od 3 do 5 mm długie. Czułki o członie trzecim dłuższym niż drugi i czwarty. Przedplecze gęsto punktowane o dwóch lub rzadziej czterech wciskach pośrodku. W widoku bocznym trzeci segment stóp odnóży tylnych dwukrotnie dłuższy niż szeroki. Tarczka trapezowata o wierzchołku szeroko zaokrąglonym. Pokrywy o bruzdkach i zagonikach grubo punktowanych. Woreczek wewnętrzny genitaliów samca bez kolców. Edeagus pięciokrotnie dłuższy niż część podstawowa. Ostatni sternit odwłoka z wierzchu płasko zaokrąglony.

### Larwa
Grzbietowa część odwłoka bez areoli. W areole wyposażone są brzuszne segmenty od II do VII. Segment XI poprzecznie owalny, łukowato na wierzchołku wycięty, o prostych i silnych urogomfach, których rozstaw wynosi ¼-⅓ szerokości segmentu.

## Ekologia
Chrząszcz ten przechodzi rozwój w miękkim, wilgotnym, brunatnie butwiejącym drewnie. Podawany z świerka, buka, topoli lub kasztanowca. Dorosłe aktywne od maja do sierpnia.

## Występowanie
Gatunek stwierdzony został dotąd z Austrii, Belgii, Bośni i Hercegowiny, Chorwacji, Czech, Danii, Korsyki, Francji, Holandii, Niemiec, Polski, środkowej europejskiej Rosji, Rumunii, Łotwy, Słowacji, Szwecji, Węgier, Wielkiej Brytanii, Włoch, Finlandii i Karelii.
W Polsce wykazany wyłącznie z katowickiej dzielnicy Murcki na Górnym Śląsku. Ponadto w zbiorach odnaleziono inaczej oznaczone okazy z Kłaja i Babiej Góry.